# 공동마케팅
공동마케팅 또는 코마케팅(Co-marketing, Commensal Marketing, 공생마케팅)은 기업과 소비자, 기업과 기업, 국가와 국가, 인간과 자연이 함께 살고, 서로를 받아들이고, 서로 신뢰하는 마케팅이다. '공동마케팅'은 1981년 조사이대학 교수 시미즈 고이치가 일본 닛케이 광고연구소가 발행하는 회보에 논문을 게재하면서 시작됐다. 공동 창작 마케팅과 협업 마케팅은 공동 마케팅의 일부로 포함된다.

## 같이 보기
- 광고
- 마케팅
- 마케팅 믹스